# Erich Kloos
Erich Kloos es un deportista alemán que compitió en tiro con arco, en la modalidad de arco recurvo. Ganó dos medallas de plata en el Campeonato Europeo de Tiro con Arco en Sala, en los años 1998 y 2000, ambas en la prueba de equipo.

## Palmarés internacional
| Campeonato Europeo en Sala | Campeonato Europeo en Sala | Campeonato Europeo en Sala | Campeonato Europeo en Sala |
| Año                        | Lugar                      | Medalla                    | Prueba                     |
| -------------------------- | -------------------------- | -------------------------- | -------------------------- |
| 1998                       | Oldenburgo (Alemania)      | Medalla de plata           | Equipo                     |
| 2000                       | Spała (Polonia)            | Medalla de plata           | Equipo                     |